# چاه درازرضا
چاه درازه رضا، روستایی از توابع بخش طرهان شهرستان کوهدشت در استان لرستان ایران است.

## جمعیت
این روستا در دهستان طرهان غربی قرار دارد و براساس سرشماری مرکز آمار ایران در سال ۱۳۸۵، جمعیت آن ۶۲ نفر (۱۳خانوار) بوده‌است.